# KT (通信企業)

韓国電気通信公社のロゴ(1982年から1990まで)

韓国通信のロゴ(1991年から2001まで)

KTのロゴ(2001年から2009まで)

株式会社KT（かぶしきがいしゃケイティー）は、大韓民国最大の通信事業者。
本社所在地はソウル特別市南方の京畿道城南市。韓国取引所（旧韓国証券取引所、証券コード:030200）、ニューヨーク証券取引所（証券コード:KTC）に株式を上場している。
KT&Gと直接の関係はない。

## 沿革
前身は1981年に設立された国営企業の韓国電気通信公社(かんこくでんきつうしんこうしゃ、朝: 한국전기통신공사、Korea Telecommunication Authority、略称:KTA)、1991年から略称として呼んだ韓国通信(かんこくつうしん、朝: 한국통신、Korea Telecom)。民営化を経て、2001年に子会社の携帯電話事業者「KTフリーテル（KTF）」と「ハンソルMドットコム」の合併を機に社名を変更した。
2009年6月に子会社のKTFと経営統合し、KTとして再スタートした。

## 事業

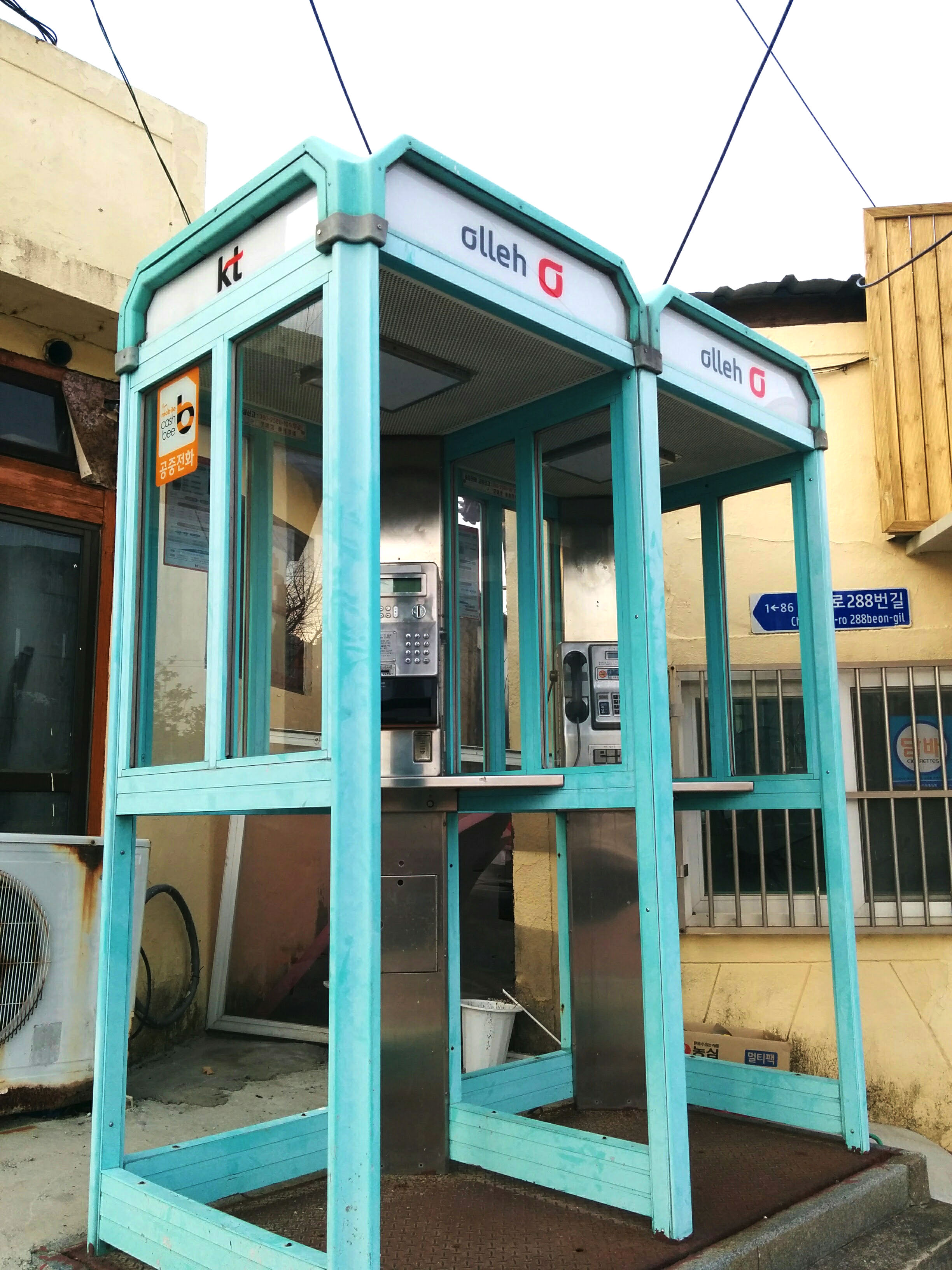
KTの公衆電話（設置は子会社のkt linkus）

韓国において、ブロードバンド事業（ブランド名「QOOK」）、携帯電話事業（子会社KTFが運営していたが、現在はKT本体による運営。ブランド名「olleh」）、インターネットポータル事業（サイト名「Paran」）、公衆無線LAN事業（ブランド名「Nespot」）などを手がける。
1999年には日本法人を設立し、KTの国際回線サービス、ローミングサービスを提供している。
2009年10月より、ブロードバンド事業の「QOOK」と携帯電話事業の「SHOW」を統合させたFMCサービス（ブランド名「QOOK&SHOW」）を開始し、2011年1月にはブランド名をQOOK&SHOWからollehに変更した。
固定電話事業及びインターネットサービスプロバイダ事業ではSKブロードバンド（旧ハナロ通信）やLG DACOM（旧DACOM）と、携帯電話事業ではSKテレコムやLGユープラスと熾烈なシェア競争を繰り広げている。インターネットポータル事業では大きなシェアを得られていない。

## 保有する人工衛星
- ムグンファ5号
- ムグンファ6号
- ムグンファ7号
- コンドサット（共同衛星）
- オルレ1号[5]

## 不祥事

### 情報流出
不正アクセスの標的になったことがあり、2004年に92万人分、2012年に877万人分、2014年1,200万人分に及ぶ顧客情報が流出した。2014年の流出規模は、顧客の1/3に相当する規模となった。

### 通信衛星の無断売却
2011年、定期運用から外れたコリアサット3号（ムグンファ3号）などの通信衛星を香港の企業に無断売却。後日、韓国政府からの指示で香港企業に買戻しを要求するも、損害賠償請求の訴訟を起こされ敗訴している。

### 通信障害
2018年11月24日、ソウル市西大門区にあるKTアヒョン支社地下の通信施設から火災が発生した。火災で通信ケーブルが燃焼し、近隣区も含む大規模な通信障害が発生。固定電話、携帯電話、インターネット、IPTVが使用不能になり、またKT回線を利用する信用照会端末、現金自動預け払い機も使えなくなり、クレジットカードやデビットカード利用率の高く現金を持ち歩かない人が多いキャッシュレス社会の韓国では、大混乱となった。

## スポーツ
- 2002 FIFAワールドカップの公式スポンサーであった。また、大韓サッカー協会のスポンサーでもある。
- 2008年に新球団を設立し、プロ野球界に参入する予定だった（親会社の経営難で解散が濃厚だった現代ユニコーンズの代替球団）。しかし、新規参入金や本拠地などをめぐる問題が解決せず、白紙撤回となった。だが後に、2015年からの1軍リーグ参加を目標に京畿道水原市を本拠地とするプロ野球新球団の設立を宣言し、全羅北道を本拠地とし富栄グループが設立する新球団とプロ野球10球団目の座を争い、2013年1月、誘致合戦に勝利した。新球団KTウィズは2014年は二軍リーグ（フューチャーズリーグ）に参加し、2015年より一軍リーグに参加する。
- 野球以外にも、2009年よりプロバスケットボールリーグのKBLで釜山KTソニックブームが活動している。

## グループ企業
- KTスカイライフ - KTグループの衛星放送プラットフォーム会社。
- KTDS - KTグループのITサービス企業

- KTF - KT傘下にあった携帯電話事業者。現在はKTに統合されている
- 株式会社ケイティ・ジャパン - KTの日本法人